# Biblioteca de Kabul
Biblioteca de Kabul es una de las bibliotecas más antiguas y grandes del país asiático de Afganistán, que se encuentra específicamente en la capital, la ciudad de Kabul. Incluye libros en muchos idiomas y temas, incluyendo una gran mayoría en persa, pashto y árabe. La biblioteca fue construida por el rey Amanulá Khan. Todavía existe hoy en día y está abierta al público. La mayoría de los libros son importados del vecino Irán y se encuentran en el idioma persa.